# Kyle Hendricks

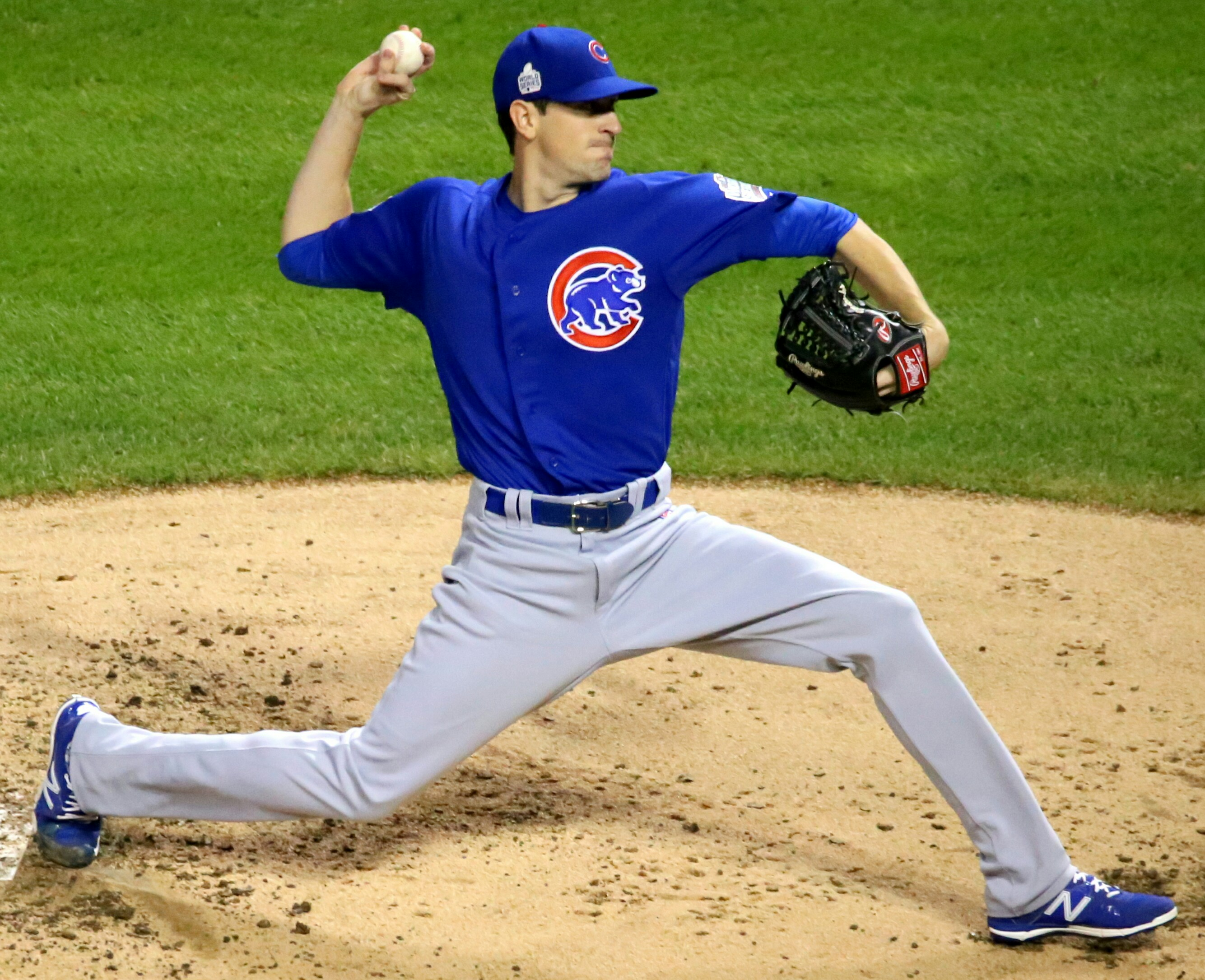
Kyle Hendricks, 2016.

Kyle Christian Hendricks, född 7 december 1989 i Newport Beach i Kalifornien, är en amerikansk professionell basebollspelare som spelar som pitcher för Chicago Cubs i Major League Baseball (MLB).
Han draftades av Los Angeles Angels i 2008 års MLB-draft men inget kontrakt upprättades mellan parterna. Hendricks började istället studera vid Dartmouth College och spelade för deras idrottsförening Dartmouth Big Greens basebollag. 2011 gick han åter i draften och blev vald av Texas Rangers.
Hendicks har vunnit en World Series.